# 土耳其軟口魚
土耳其軟口魚（学名：Chondrostoma beysehirense）为輻鰭魚綱鯉形目雅羅魚科的其中一種，被IUCN列為瀕危保育類動物，分布於亞洲土耳其貝伊謝希爾湖流域；而本物種的種小名亦是得名於貝伊謝希爾湖。
本魚身體非常地扁長形；具有幾乎筆直地的嘴裂縫；下頜有發展良好的似角層，背鰭軟條13枚；臀鰭軟條13至15枚；脊椎骨45至46個，體長可達14.7公分。